# 井上修一
井上 修一（いのうえ しゅういち、1940年12月15日 - ）は、日本のドイツ文学者、世紀末ウィーン文学の研究者。筑波大学名誉教授。井上靖記念文化財団理事長。

## 略歴
井上靖の長男として京都府に生まれる。1966年東京大学文学部独文学科卒業。1968年東京大学大学院人文科学研究科独語独文学専攻修士課程修了。同大学院博士課程中退。
東京大学文学部助手、國學院大學文学部講師、一橋大学講師を経てドイツのボン大学へ留学。一橋大学社会学部助教授、教授、筑波大学文芸・言語学系教授。2004年定年退官、名誉教授。プール学院大学・短大学長（大阪府堺市南区）を務めた。1995〜1997年日本独文学会理事長。

## 家族・親族
- 父は作家の井上靖。
- 母はエッセイストの井上ふみ。
- 母方の祖父は解剖学者の足立文太郎。
- 弟の井上卓也（1943年10月29日生）は、慶應義塾大学文学部を卒業後、電通に入社。コピーライター、CMプランナーとして活躍後、作家デビュー。
- 姉に浦城いくよ（1936年10月11日生、井上靖記念文化財団専務理事ほか）、妹に黒田佳子（1945年5月25日生、詩人）がおり、各回想記を刊行している。
- 文芸評論家の福田宏年は、母の次兄の娘婿。

## 受賞
- 1987年　日本翻訳文化賞
- 1972年　ドイツ語学文学振興会奨励賞 [2]

## 所属学協会
- 日本ペンクラブ
- ドイツ語学文学振興会
- Grillparzer Gesellschaft
- Internationaler Deutschlehrerverband
- オーストリア文学研究会 [2]

## 翻訳
- カール・ベトナリック『男の危機』福田宏年共訳 読売新聞社 1971
- 『アインシュタイン・ボルン往復書簡集 1916-1955』西義之・横谷文孝共訳 三修社 1976
- ノヴァーリス「森のこみち・水晶」マイアー=フェルスター「アルト・ハイデルベルク」世界文学全集 22 (ノヴァーリス シュティフター シュトルム マイアー=フェルスター)』学習研究社 1978
- W.M.ジョンストン『ウィーン精神 ハープスブルク帝国の思想と社会 1848-1938』林部圭一・岩切正介共訳 みすず書房 1986